# Eisso Woltjer
Eisso Pieter Woltjer (ur. 9 stycznia 1942 w Nieuwe Pekela) – holenderski polityk, członek Partii Pracy, poseł do Parlamentu Europejskiego I, II oraz III kadencji.

## Życiorys zawodowy
W latach 1970–1973 E. Woltjer aktywnie uczestniczył w realizacji projektu na rzecz rozwoju rolnictwa, noszącego nazwę „Nederlandse Heidemaatschappij ILACO” w Lombok. Następnie został wykładowcą i zastępcą dyrektora Szkoły „Praktijkschool Champignonteelt” (1973–1975) w Horst. W latach 1975–1979 pracował jako nauczyciel w Państwowej Wyższej Szkole Rolniczej w Deventer. W 1979 został wybrany na posła do Parlamentu Europejskiego. Mandat eurodeputowanego otrzymał także w kolejnych wyborach w 1984 i 1989 roku. Następnie w 1994 roku powołany został do Tweede Kamer – holenderskiej Izby Reprezentantów. Zasiadał w niej przez jedną kadencję.

## Funkcje sprawowane w Parlamencie Europejskim
Podczas piętnastoletniej działalności w PE E. Woltjer należał do Grupy Socjalistów (w 1993 roku ugrupowanie to zmieniło nazwę na: Partia Europejskich Socjalistów), a w latach 1989–1994 sprawował funkcję wiceprzewodniczącego tej partii. Sprawował również następujące funkcje:
- Wiceprzewodniczącego Delegacji ds. stosunków z państwami Ameryki Południowej (1985–86);
- Wiceprzewodniczącego Delegacji ds. stosunków z państwami ASEAN i Republiką Korei (AIPO), (1986–87);

- Członka Komisji ds. Rolnictwa (1979–84);
- Członka Delegacji ds. stosunków z państwami ASEAN i Międzyparlamentarną Organizacją ASEAN (AIPO), (1983–84);
- Członka Komisji ds. Rolnictwa, Rybołówstwa i Rozwoju Wsi (1984–92);
- Członka Delegacji ds. stosunków ze Stanami Zjednoczonymi (1987–92);
- Członka Delegacji ds. stosunków z republikami Wspólnoty Niepodległych Państw (WNP), (1992–94);
- Członka Komisji ds. Zagranicznych i Bezpieczeństwa (1992–94);
- Członka Podkomisji ds. Bezpieczeństwa i Rozbrojenia (1992–94)[2].